# Miguel Galiana Folqués
Miguel Galiana Folqués o Miquel Galiana i Folqués (Onteniente, Valencia, 1 de septiembre de 1814 - ídem. 3 de agosto de 1880) fue un músico, profesor y compositor español.
Tras una brillante carrera artística como organista, maestro de coros, maestro "al cémbalo" y maestro de canto y acompañante, el año 1861 consiguió la plaza de Catedrático de Armonía en el Conservatorio de Madrid, que ocupó hasta su fallecimiento. Publicó un interesante Prontuario musical y tuvo numerosos discípulos que más tarde serían músicos famosos, como Juan Cantó Francés, los hermanos Evaristo y Camilo Pérez Monllor, Ruperto Chapí, Francisco Tárrega o Alfredo Javaloyes.
También compuso algunas zarzuelas, entre ellas, Cazadores en África (1859) y Las damas de la camelia (1861), ambas estrenadas en el Teatro de la Zarzuela de Madrid.